# Randolph Morris
Randolph Albert Morris (Houston, 2 gennaio 1986) è un ex cestista statunitense.

## Palmarès
- McDonald's All-American Game (2004)